# Jake Jagielski
|  | Sammenskrivningsforslag Artiklerne Personer i One Tree Hill, Jake Jagielski er foreslået sammenskrevet. (Siden april 2015) Diskutér forslaget |

Jake Jagielski er en fiktiv person fra tv-serien One Tree Hill. Han spilles af den amerikanske skuespiller Bryan Greenberg.